# Chorinaeus flavipes
Chorinaeus flavipes là một loài tò vò trong họ Ichneumonidae.